# 都匀东站
都匀东站是贵广客运专线和建设中贵南高速铁路上的一座车站，位于中华人民共和国贵州省黔南州都匀市匀东镇，距离都匀市区5公里，2014年12月26日随贵广客运专线开通而投入运营。2023年8月8日贵南高铁贵阳北至荔波段开通。

## 车站结构
都匀东站站房总建筑面积15000平米，设3座站台，7条股道（贵广场），设有专门的进出站天桥，站台高为1.25米，长450米。

## 附近景区
- 斗篷山景区
- 荔波国家级景区[6]